# Miguel Ángel Silvestre
Miguel Ángel Silvestre Rambla, född 6 april 1982 i Castellón de la Plana, är en spansk skådespelare. Han är internationellt känd för sina roller i bland annat tv-serierna Sense8 and Narcos.